# Hans Asperger
Hans Asperger (Hausbrunn, 18 februari 1906 – Wenen, 21 oktober 1980) was een Oostenrijks kinderarts naar wie het syndroom van Asperger is genoemd.

## Loopbaan
Asperger was de eerste die, in 1944, een definitie publiceerde over het syndroom dat later naar hem genoemd zou worden. Hij merkte in vier jongens een gedragspatroon en een patroon van bepaalde vaardigheden op die hij in 1938 omschreef met de term "autistische psychopathie" (autistisch = "zelf",  psyche = "geest" en pathos = "lijden" of "ziekte").
Het patroon dat hij omschreef omvatte onder andere "een gebrek aan inlevingsvermogen, weinig vaardigheden om vriendschappen te sluiten, eenzijdige conversatie, enorme belangstelling in bepaalde zaken en onhandige bewegingen". Asperger noemde kinderen met dit syndroom zelf "kleine professors", omdat zij heel gedetailleerd over hun eigen favoriete onderwerp konden spreken (dit wordt onder autisten  "fiepen" genoemd).
De positieve benadering van Hans Asperger staat in schril contrast tot de omschrijving die Leo Kanner van autisme gaf, terwijl beiden in essentie dezelfde aandoening omschreven. 
Naar het schijnt vertoonde Hans Asperger als kind het gedrag dat naderhand naar hem zou worden genoemd. Hij werd omschreven als een eenzaam en afstandelijk kind dat moeite had met het maken van vrienden. Hij was geïnteresseerd in taal, met name in de Oostenrijkse dichter Franz Grillparzer, uit wiens werk hij regelmatig tegenover zijn klasgenoten citeerde, hoewel die daarin niet geïnteresseerd waren.
Asperger overleed in 1980, voordat het syndroom algemene erkenning kreeg. Dit kwam vooral omdat het grootste deel van zijn werk in het Duits was en weinig was vertaald. De eerste die de term "syndroom van Asperger" in een publicatie vermeldde was de Britse onderzoekster Lorna Wing. Haar onderzoek Asperger's syndrome: a clinical account, werd in 1981 gepubliceerd en wierp een geheel ander licht op het tot dan toe aanvaarde model van autisme omschreven door Leo Kanner in 1943. 

### Postume studies
Lange tijd was er heel weinig bekend over Aspergers leven en welke invloed de Anschluss van Oostenrijk bij nazi-Duitsland in 1938, de daaropvolgende nazificatie van Oostenrijk en de Tweede Wereldoorlog op zijn ideeën en werk zouden kunnen hebben gehad. Tot 2005 hebben onderzoekers algemeen aangenomen dat Asperger een gematigd tegenstander van het nazi-regime was en zijn patiënten probeerde te beschermen tegen vervolging. Dit wordt bijvoorbeeld zo beschreven in het boek NeuroTribes van Steve Silberman uit 2015. Onderzoekers bevestigen dat Asperger de patiënten waarvan hij meende dat ze te helpen waren met pedagogische, therapeutische of medische methoden heeft behandeld en verzorgd om goed te kunnen functioneren in de maatschappij en dat hij voor hun belangen opkwam.
Dit beeld is geleidelijk genuanceerd naarmate er meer Duitstalig archiefmateriaal dat de oorlog had overleefd werd bestudeerd, die een ambivalenter beeld van Asperger schetste. Volgens verschillende onderzoeken, waaronder de in 2018 gepubliceerde studie van Herwig Czech, was Asperger geen lid van de NSDAP, maar werd wel van een aantal organisaties die daarmee waren verbonden, weken zijn ideeën over rassenhygiëne niet significant af van nazi-eugenetica en werkte hij actief mee aan de NSDAP-programma's met betrekking tot gedwongen sterilisatie en euthanasie (Aktion T4). In het kader daarvan bleek hij direct of indirect een onbekend aantal van zijn 'hopeloze' ofwel 'laag-functionerende'  patiënten, zoals de tweejarige Herta Schreiber, te hebben doorverwezen naar de Am Spiegelgrund-kliniek. In deze kliniek zijn in de nazitijd in totaal bijna 800 kinderen overleden, van wie sommigen vermoord (Herta Scheiber stierf er door longontsteking); hoeveel patiënten daarvan daar mede door toedoen van Asperger terecht gekomen zijn is niet bekend. Er is ook kritiek op deze visie op de rol van Asperger tijdens de tweede wereldoorlog.
Aspergers wetenschappelijke bijdragen aan het begrijpen en behandelden van autisme worden verder niet in twijfel getrokken; wel wordt geadviseerd om voorzichtiger met zijn historische achtergrond om te gaan.

### Plaats in de geschiedenis van autismeonderzoek
De eerste die autisme beschreef was de Nederlandse wetenschapster Ida Frye. Zij publiceerde dit in een observatieonderzoek over probleemkinderen in Jaarverslag van het Pedologisch Instituut 1937-1938. Zij gebruikte de term 'autisme' voor het eerst als subclassificatie in het opvolgende jaarverslag van 1939-1940.
Leo Kanner en Hans Asperger deden de bevindingen van autisme als syndroom.